# Polystichum bicknellii
Polystichum bicknellii är en träjonväxtart som först beskrevs av Christ, och fick sitt nu gällande namn av Hahne. Polystichum bicknellii ingår i släktet Polystichum och familjen Dryopteridaceae. Inga underarter finns listade.